# Franz Xaver von Neumann-Spallart
 (novembre 2020).
 (novembre 2020).
Pour les articles homonymes, voir Neumann.
Franz Xaver de Neumann-Spallart, né le 11 novembre 1837 à Vienne et mort le 19 avril 1888, est un économiste et statisticien autrichien de la famille Neumann-Spallart.

## Biographie
Franz Xaver de Neumann-Spallart est l'un des quatre fils de l'expert en affaires Joseph Franz Neumann (1797-1880) de Tischnowitz en Moravie et de son épouse Élise Marie Anna von Spallart (1799-1879). Quand le père est fait chevalier en 1875, il adopte le nom de Neumann von Spallart.
Il étudie le droit et les sciences politiques à Vienne et, en 1863, devient professeur d'économie à l'académie de commerce locale. En 1864 et 1865, il est impliqué dans les négociations douanières et commerciales du ministère autrichien du Commerce. En créant l'Association pour le progrès économique, il devient le chef du parti autrichien pour le libre-échange. Il reçoit en 1869 la nouvelle chaire d'économie de l'école de guerre, qu'il passe ensuite (1872) en tant que professeur associé à l'Université de Vienne et l'année suivante en tant que professeur titulaire au Collège des sciences de l'agriculture. Depuis 1884, il associe à ce poste celui de professeur honoraire de statistique à l'Université de Vienne. Il apporte une contribution substantielle à la fondation de l'Institut international de statistique dont il est vice-président, jusqu'à sa mort, le 19 avril 1888.
En 1886, il est admis comme membre correspondant de l'Académie des sciences de Russie à Saint-Pétersbourg.
En 1894, la Spallartgasse est nommée en son honneur à Vienne, Penzing (14e arrondissement).
Son épouse Gabrielle (née Benoît von Mautenau) était une compositrice autrichienne, son petit-fils Max Georg von Spallart, un chef d'orchestre et compositeur autrichien. Une vaste compilation de compositions, lettres, photos, manuscrits et documents de la succession de Gabrielle von Neumann-Spallart a été mise aux enchères en janvier 2006 sur Internet.